# 비트디펜더
비트디펜더(Bitdefender)는 루마니아에 위치한 인터넷 보안 소프트웨어 기업으로, 100개국 이상의 지역에서 여러 지사와 파트너를 통해 운영되고 있다. 이 기업은 2001년 이후로 온라인 보호 기능을 개발해왔다. 오늘날 비트디펜더 기술들은 전 세계 500,000,000곳 정도의 가정 및 기업 사용자들이 사용한다.
비트디펜더의 제품들은 바이러스, 트로이 목마, 루트킷, 공격적인 애드웨어, 스팸과 같은 인터넷 보안 위협에 대하여 악성 소프트웨어 / 바이러스 차단 기능을 제공한다. 응용 프로그램으로는 웹 보호, 클라우드 스팸 방어, 방화벽, 취약성 검사기, 부모 통제, 파일 암호화, 기기 도난 방지, 기업/가정용 백업 기능을 포함한다. 2015년에는 성능 최적화, 온라인 트랜잭션을 위한 안전한 브라우저, 컴퓨터 성능에 낮은 영향을 주는 가벼운 암호 저장 기능을 위한 가상 지갑 옵션을 포함하고 있다.

## 역사
비트디펜더는 소프트윈의 초기 AVX(AntiVirus eXpert) 제품들을 대체하였다. 1996년부터 2001년까지 AVX는 전 세계적으로 이용 가능한 제품이 되었으며, 이 제품은 사용자 간섭 없이 지능적인 업데이트를 제공하였고 다운로드한 파일 전반을 검사하고 감시하는 내부 브라우저를 통합하였다. AVX는 동작 기반의 응용 프로그램을 차단하는 기술을 일구어냈고 개인용 방화벽 기능을 포함한 최초의 바이러스 검사 제품이다. 6세대 AVX와 함께 제품은 응용 프로그램 방화벽뿐 아니라 행위 기반 차단을 포함한 최초의 바이러스 검사 패키지가 되었다. 2007년 비트디펜더 그룹은 소프트윈으로부터 떨어져 나왔다.
2015년 7월 비트디펜더코리아가 정식 오픈을 하였다.

## 제품

### 트래픽라이트
트래픽라이트(TrafficLight)는 고급 악성 소프트웨어 필터, 피싱 공격 예방, 트래커 식별자, 링크 스캐너의 기능을 하는 브라우저 추가 기능이다. 페이지가 깨끗한지, 악성인지를 알기 이전에 신호를 제공한다. 비트디펜더 안티바이러스 제품군에 포함되어 있다.

### 세이프고 온라인
세이프고(Safego)는 여러 종류의 악성 소프트웨어 및 스팸으로부터 온라인 소셜 커뮤니티 구성원들을 보호하도록 설계된 응용 프로그램이다.

### 제품 목록
| 가정용 오피스                      | 비즈니스 솔루션                           |
| ---------------------------------- | ----------------------------------------- |
| 비트디펜더 안티바이러스 플러스     | 비즈니스 소규모 기업용 솔루션:            |
| 비트디펜더 인터넷 시큐리티         | 스몰 오피스 시큐리티                      |
| 비트디펜더 토탈 시큐리티           | 중앙관리 솔루션:                          |
| 비트디펜더 안티바이러스 포 맥      | 그라비티존 비즈니스 시큐리티              |
| 비트디펜더 모바일 시큐리티 Android | 그라비티존 비즈니스 시큐리티 프리미엄     |
| 비트디펜더 모바일 시큐리티 iOS     | 그라비티존 비즈니스 시큐리티 엔터프라이즈 |
| 비트디펜더 Password Manager        | 그라비티존 XDR                            |
| 비트디펜더 프리미엄 VPN            | 시큐리티 포 컨테이너                      |
| 안티바이러스 프리                  | 그라바티존 시큐리티 포 이메일             |
|                                    | 그라바티존 EDR                            |
|                                    | 그라비티존 시큐리티 포 모바일 디바이스    |
|                                    | 그라비티존 패치 매니지먼트                |
|                                    | 클라우드 & 서버 시큐리티                  |
|                                    | 그라비티존 스토리지 시큐리티              |
|                                    | 서버 (윈도우 /리눅스)                     |

## 같이 보기
- 인터넷 보안